# Nørre Herlev
Nørre Herlev is een plaats in de Deense regio Hovedstaden, gemeente Hillerød, en telt 434 inwoners (2007).
De plaats ligt aan weg 233.